# 31087 Oirase
31087 Oirase è un asteroide della fascia principale. Scoperto nel 1997, presenta un'orbita caratterizzata da un semiasse maggiore pari a 3,0096519 UA e da un'eccentricità di 0,1124882, inclinata di 10,09159° rispetto all'eclittica.